# Algernon Maudslay
Algernon Maudslay CBE (Tetbury, Gloucestershire, 10 de gener de 1873 - Winchester, Hampshire, 2 de març de 1948) va ser un regatista anglès, que va competir a cavall del segle xix i el segle xx.
El 1900 va prendre part en els Jocs Olímpics de París on participà en tres proves del programa de vela com a timoner del Scotia. Guanyà dues medalles d'or, en la modalitat de classe oberta i en la primera cursa de la modalitat de ½ a 1 tona, junt a John Gretton, Linton Hope i Lorne Currie, mentre en la segona cursa de ½ a 1 tona fou quart.
Per la seva contribució amb el Comitè de refugiats de guerra durant la Primera Guerra Mundial va ser nomenat Comandant de l'Orde de l'Imperi Britànic el 1917. El 1927 va rebre l'Orde de la Corona de Bèlgica en reconeixement dels seus nombrosos serveis.